# Štitarac
Štitarac (cyr. Штитарац) – wieś w Serbii, w okręgu zajeczarskim, w gminie Knjaževac. W 2011 roku liczyła 59 mieszkańców.